# Sistema di numerazione posizionale
Un sistema di numerazione posizionale è un sistema di numerazione in cui i simboli (cifre), usati per scrivere i numeri, assumono valori diversi a seconda della posizione che occupano nella notazione.

## Descrizione
Ad esempio nel sistema di numerazione arabo (così chiamato per ragioni storiche, anche se la sua origine in realtà è indiana), quello più comunemente usato oggi al mondo, la prima cifra da destra esprime il numero delle unità, la seconda quello delle decine, la terza quello delle centinaia, la quarta quello delle migliaia, e così via. Per esempio il numero 555 si legge: 5 centinaia, 5 decine, 5 unità (cinquecentocinquantacinque). La stessa cifra 5 quando si trova nella prima posizione (sempre contando da destra) ha valore cinque, nella seconda posizione ha valore cinquanta, nella terza posizione ha valore cinquecento. In un sistema di numerazione non posizionale invece per esprimere questi tre valori si usano tre simboli diversi: ad esempio in numeri romani cinquecentocinquantacinque si scrive DLV.
I sistemi di numerazione posizionali necessitano della cifra zero per segnare i posti "vuoti". Ad esempio il numero cinquecentocinque (5 centinaia, 0 decine, 5 unità) va scritto 505, con uno zero nella posizione delle decine: se non si mettesse lo zero, scrivendo 55, sarebbe il numero cinquantacinque invece di cinquecentocinque. Nei sistemi non posizionali invece non si usa lo zero perché l'uso di simboli diversi per unità, decine, centinaia eccetera lo rende non necessario: in numeri romani cinquecentocinque si scrive DV e non si può confondere con cinquantacinque che si scrive LV.
L'utilizzo della posizione per codificare delle informazioni permette di usare un numero minore di simboli: infatti il sistema di numerazione indiano è in grado di rappresentare numeri ampi con una notazione compatta utilizzando solamente dieci simboli a differenza del sistema romano che, per rappresentare numeri elevati, faceva uso di simboli aggiuntivi che complicavano l'apprendimento della matematica e rendevano complessi i calcoli di ingegneria. L'adozione della notazione posizionale ha permesso infatti di definire ed applicare algoritmi relativamente semplici ed indipendenti dalla dimensione dei numeri per effettuare le operazioni elementari come l'addizione, la moltiplicazione o l'elevamento a potenza, con ciò di fatto consentendo lo sviluppo del calcolo matematico astratto, e quindi della scienza moderna.

## I diversi sistemi da numerazione posizionale
Nel caso più generale, un sistema di numerazione posizionale è definito da una successione di moltiplicatori b1, b2, b3... che corrispondono al rapporto tra il valore che una cifra assume in una data posizione e quello che assume nella posizione successiva. In formula si può scrivere (limitandosi per semplicità a un numero di quattro cifre; la generalizzazione è ovvia):
c4c3c2c1 = c4×(b3×b2×b1) + c3×(b2×b1) + c2×b1 + c1
Quando i moltiplicatori sono tutti uguali, questa formula si riduce a:
c4c3c2c1 = c4×b3 + c3×b2 + c2×b + c1
Il numero b si dice base del sistema di numerazione. Il sistema arabo è quello in base 10 (perciò viene detto anche sistema numerico decimale).
Quando si confrontano numeri scritti in sistemi con diverse basi, si usa indicare la base scrivendola come un pedice dopo il numero: per esempio 2435 è scritto in base 5 e vale:
2435 ←→ 2×52 + 4×5 + 3 = 7310 (settantatré)
Nell'antichità i babilonesi usavano esprimere la parte frazionaria dei numeri con un sistema sessagesimale, cioè in base 60. Tracce di quest'usanza sono rimaste fino ad oggi nella suddivisione delle ore e dei gradi in minuti (1/60 di ora o di grado) e secondi (1/60 di minuto).
Un sistema con moltiplicatori diversi era invece quello usato dai Maya: essi usavano bn=20 per n=1 e per n≥3, ma b2=18. Pertanto (usando le cifre decimali al posto dei simboli Maya) il simbolo 10 valeva venti, il simbolo 100 valeva trecentosessanta (venti × diciotto), 1000 valeva settemiladuecento (venti × diciotto × venti), e così via.
Nel campo dell'informatica, con l'avvento dei calcolatori digitali, si usano spesso sistemi di numerazione posizionale in basi che sono potenze di 2:
- b=2: sistema numerico binario
- b=8: sistema numerico ottale
- b=16: sistema numerico esadecimale

Nel sistema esadecimale, come cifre corrispondenti ai numeri da 10 a 15 si usano le lettere dell'alfabeto dalla A alla F.